# Trafic d'innocence
Trafic d'innocence en France, ou Trafic humain au Québec (Human Trafficking) est une minisérie canado-américaine totalisant 176 minutes réalisée par Christian Duguay, diffusée les 24 et 25 octobre 2005 sur Lifetime, ainsi que les 2 et 3 janvier 2006 sur Citytv.

## Synopsis
Sergei Karpovich règne sur un réseau de prostitution qui kidnappe des jeunes femmes aux quatre coins de la planète. Certaines pensent qu'elles quittent leur pays pour devenir mannequins mais se retrouvent séquestrées et abusées. À New York, Kate Morozov mène l'enquête pour mettre un terme à ce trafic, aidée de Bill Meehan, agent américain de l'immigration et des douanes. Pendant ce temps, des petites filles, dont une américaine, sont enlevées à Manille...

## Fiche technique
- Titre français : Trafic d'innocence
- Titre québécois : Trafic humain
- Réalisateur : Christian Duguay
- Scénario : Agatha Dominik, d'après une histoire de Carol Doyle
- Société de production : Muse Entertainment (en)
- Durée : 176 minutes

## Distribution
- Mira Sorvino : Kate Morozov
- Donald Sutherland (VF : Bernard Tiphaine ; VQ : Guy Nadon) : Agent Bill Meehan
- Robert Carlyle (VF : Éric Herson-Macarel ; VQ : Gilbert Lachance)  : Sergei Karpovich
- Lynne Adams : Ellen Baker
- Rémy Girard (VQ : lui-même) : Viktor Tagarov
- Isabelle Blais (VF : Barbara Delsol ; VQ : elle-même) : Helena Votrubova
- Louardo Castillon : Roy Filipo
- Joe Cobden : Richard Sapperstein
- Larry Day : Dr Smith
- Laurence Leboeuf () : Nadia Tagarov
- Sarah Allen : Ludmilla
- Andreas Apergis : Jimmy
- Manuel Aranguiz : Mexican Police Captain
- Céline Bonnier (VQ : elle-même) : Sophie
- Sarah-Jeanne Labrosse (VQ : elle-même) : Annie
- Emma Campbell : Samantha Gray - Mère d'Annie
- Frank Schorpion : Jack Gray - Père d'Annie
- Le Cobden : Richard Sapperstein
- Alan Fawcett : DHS Agent Leary
- Von Flores (en) : Rico
- Dawn Ford : Viktoria Votrubova - Tante d'Helena
- Terry Haig : Tom Halloran
- Matt Holland :  Ice Intelligence Technician
- Anna Hopkins : Katerina
- Mark Antony Krupa : Andrei
- Jeanne Lauzon : Jasmine
- Alice Morel-Michaud : Ivanka Votrubova
- Philip Pretten : John
- Derrick Damon Reeve : acteur porno #1
- Jean-Daniel Roy : acteur porno #2
- David Boutin : Frederick
- Morgane Slemp : Susan
- Andrew Simms : Ice Data Technician
- Michael Sorvino (VF : Constantin Pappas) : Mischa Morozov
- Manuel Tadros : Miguel
- Vlasta Vrána (en) (VF : Jacques Frantz) : Tommy
- Richard Zeman : Walter

'Source et légende : Version québécoise (VQ) sur Doublage Québec

## Accueil
La série a été vue en moyenne par environ 5,5 millions de téléspectateurs lors de sa première diffusion américaine, soit 5,1 millions pour la première partie, et 5,8 millions pour la deuxième.